# カタリナ・バーリー
カタリナ・バーリー（ドイツ語: Katarina Barley、1968年11月19日 - ）は、ドイツの政治家、弁護士。司法・消費者保護大臣、家族・高齢者・女性・青少年大臣と労働・社会大臣などを歴任してきた。 
ドイツの社会民主党に所属し2013年から2019年まで連邦議会議員であり、2015年から2017年まで党幹事長を務めた。ドイツとイギリスの両方の国籍をもっている。  2019年から欧州議会議員であり、欧州議会副議長を務めている。

## 経歴

### 生い立ち
イギリス生まれでジャーナリストの父親とドイツ人で医師の母親の娘として、ケルンで生まれる。彼女は生まれたときにはイギリスの国籍しかもっておらず、数年後にドイツの国籍を獲得している。ドイツ語、英語、フランス語に堪能。 
マールブルク大学とパリ第11大学で法律を学んだ。彼女は1990年にフランスの法律学位（Diplômede droitfrançais）および1993年にドイツの法律学位を取得して修了している。さらに1998年にミュンスター大学で博士号を取得している。博士論文のテーマは「自治体選挙に投票する欧州連合の市民の立憲上の権利」ついてである。   
2007年から2008年までトリーア地方裁判所とヴィットリヒ地方裁判所の裁判官として働く。 
1994年にドイツ社会民主党に入党。         

### 連邦大臣
2017年5月、マヌエラ・シュヴェーズィヒの後継として家族・高齢者・女性・青少年大臣に就任すると発表された。さらに2017年9月28日にアンドレア・ナーレスがSPDの連邦議会議員団長になるために辞任した際に、労働・社会大臣を引き継いだ。 
アンゲラ・メルケル首相に指名され、2018年3月14日に第4次メルケル内閣の司法・消費者保護大臣に就任する 。
2018年10月に、SPDはバーリーを2019年のEU選挙のための党の主要候補者になると発表した。
- ハイデマリー・ヴィーチョレック＝ツォイル元経済協力大臣らと（2015年12月12日）
- 作家のグードルン・パウゼヴァングと（2017年10月13日）
- ゲアハルト・バウムと（2018年5月4日）
- 欧州議会議員のビルギット・ジッペル、ウド・ブルマンらと（2018年12月9日）